# Agrotis basinotata
Agrotis basinotata är en fjärilsart som beskrevs av Walker 1858. Agrotis basinotata ingår i släktet Agrotis och familjen nattflyn. Inga underarter finns listade i Catalogue of Life.